# ژایر (بازیکن فوتبال، زاده ۱۹۸۸)
ژایر ادواردو بریتو دا سیلوا (پرتغالی: Jair Eduardo Britto da Silva؛ زادهٔ ۱۰ ژوئن ۱۹۸۸) که به صورت ساده با نام ژایر شناخته می‌شود، بازیکن فوتبال اهل برزیل است.
از باشگاه‌هایی که در آن بازی کرده‌است می‌توان به ججو یونایتد، جف یونایتد چیبا، الامارات، کاشیما آنتلرز، حتا، چونام دراگونز و نیوکاسل جتس اشاره کرد.